# Đêm thánh vô cùng

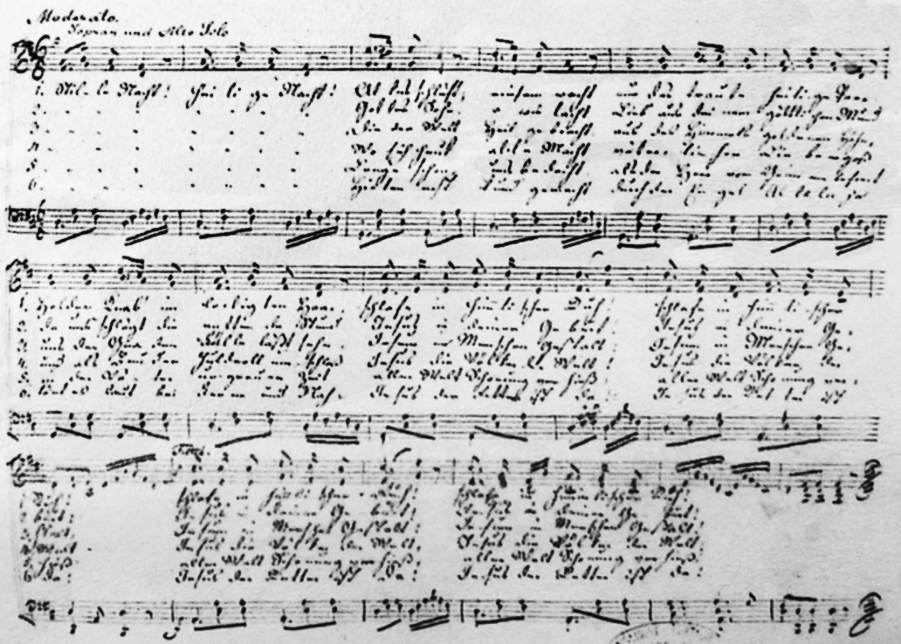
Bản viết tay của Gruber

"Đêm Thánh vô cùng" hoặc "Đêm yên lặng" (tiếng Đức: "Stille Nacht, Heilige Nachtt"; tiếng Anh: "Silent Night") là một trong những ca khúc Giáng sinh nổi tiếng, với phần lời gốc do linh mục Josef Mohr viết bằng tiếng Đức và phần giai điệu do nghệ sĩ organ Franz Xaver Gruber sáng tác năm 1818, cả hai đều là người Áo. Phiên bản đang được sử dụng rộng rãi ngày nay có đôi chút khác biệt với nguyên bản của Gruber. Ca khúc này đã được UNESCO công nhận là kiệt tác truyền khẩu và phi vật thể nhân loại vào tháng 3 năm 2011.

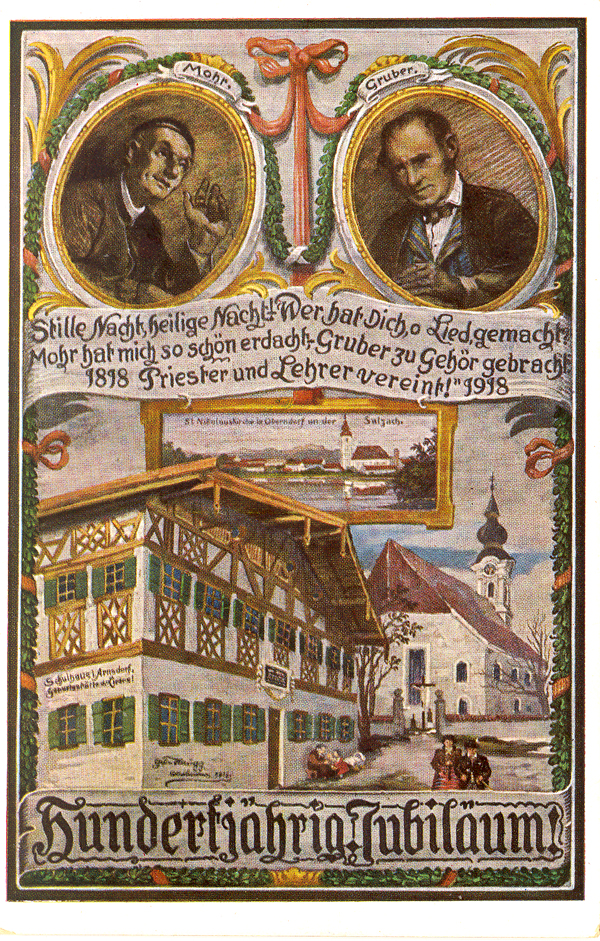
Joseph Mohr và Franz Gruber

## Lịch sử
Ca khúc được sáng tác hoàn tất vào ngày 25 tháng 12 năm 1818 và được trình diễn lần đầu tại Nhà thờ Thánh Nicôla (Nicola-Kirche) ở Obendorf thuộc nước Áo. Linh mục Mohr viết lời cho bài hát từ năm 1816, nhưng mãi đến đêm vọng Lễ Giáng Sinh năm 1818 mới tìm gặp nghệ sĩ Gruber để nhờ soạn phần giai điệu cũng như phần phối âm cho đàn ghita. Có lẽ linh mục Mohr muốn có một ca khúc Giáng Sinh mới dành cho Thánh lễ nửa đêm Giáng Sinh, nhưng đàn phong cầm của nhà thờ đã bị hỏng. Lúc đầu, Gruber không đồng ý với đề nghị của Mohr vì e rằng giáo dân đến dự lễ sẽ không thích loại âm nhạc được trình bày với đàn ghita, bởi lẽ lúc đó quy chế về nhạc cụ trình diễn thánh ca phải là phong cầm. Nhưng vì không còn sự lựa chọn nào khác, Gruber phải chấp nhận và bắt tay vào việc. Chỉ trong vài giờ đồng hồ, phần nhạc của ca khúc được hoàn tất. Lúc đầu, người dự lễ tỏ ra kinh ngạc khi nghe ca khúc được trình bày với đàn ghita, nhưng chẳng bao lâu mọi người bị mê hoặc bởi giai điệu ngọt ngào của bài hát.

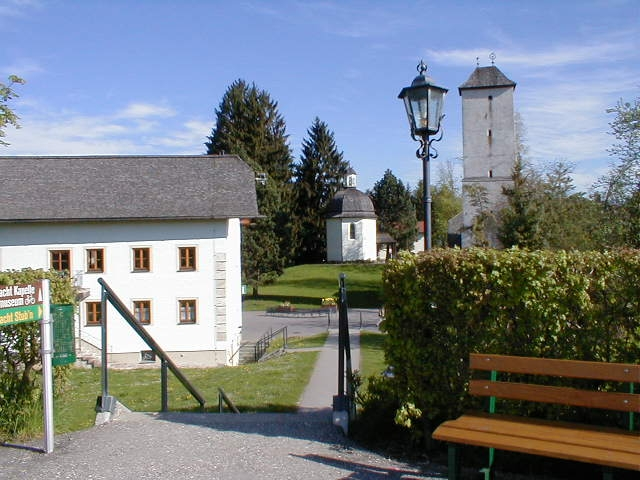
Bảo Tàng Đêm Yên lặng và Nhà nguyện Kỷ niệm tại Oberndorf

Từ đầu thập niên 1900, Nhà thờ Thánh Nicôla bị lũ lụt tàn phá, thị trấn được dời lên một nơi an toàn hơn ở thượng nguồn dòng sông, một ngôi nhà thờ mới được xây dựng bên cạnh một chiếc cầu. Một nhà nguyện nhỏ gọi là Stille-Nacht-Gedächtniskapelle (Nhà nguyện Tưởng nhớ Ca khúc Đêm Yên Lặng) được dựng lên ngay tại địa điểm của ngôi nhà thờ cũ bị phá hủy, và ngôi nhà kế cận được biến thành nhà bảo tàng, quanh năm thu hút du khách đến từ khắp nơi trên thế giới, nhưng đông nhất vẫn là trong tháng 12.
Mặc dù bản gốc của ca khúc đã bị thất lạc, một bản viết tay của Mohr đã được tìm thấy vào năm 1995, các nhà nghiên cứu xác định nó thuộc vào khoảng năm 1820. Điều này cho thấy linh mục Mohr đã viết lời bài hát vào năm 1816 khi ông được phân công đến một nhà thờ hành hương ở Mariapfarr (Áo), và phần nhạc được sáng tác bởi Gruber vào năm 1818. Đây là bản cổ nhất, cũng là bản viết tay duy nhất của Mohr. Giai điệu được sáng tác bởi Gruber chịu ảnh hưởng của âm nhạc truyền thống tại các vùng nông thôn, phảng phất những nét đặc trưng của dân ca Áo.

## Chuyển ngữ
Năm 1859, John Freeman Young (Giám mục Giáo phận Florida, Hoa Kỳ) cho ra đời bản dịch tiếng Anh của ca khúc và nó trở thành bản được nhiều người biết đến nhất hiện nay. Nói chung, các phiên bản hiện nay có giai điệu được sử dụng thường là chậm, theo lối hát ru, có một chút khác biệt so với bản nguyên gốc của Gruber (đặc biệt là ở các dòng cuối cùng) có tiết tấu linh hoạt, gần như nhạc khiêu vũ. Ngày nay, lời và giai điệu ca khúc đã được đưa vào phạm vi công cộng căn cứ luật tác quyền Hoa Kỳ.
Ca khúc vẫn thường được trình diễn không cần nhạc đệm theo lối a cappella. Mặc dù được sáng tác bởi hai tín hữu Công giáo, bài hát này cũng có một vị trí đặc biệt trong các nhà thờ thuộc Giáo hội Luther. Người ta tin rằng ca khúc Giáng Sinh này đã được dịch ra hơn 140 ngôn ngữ trên khắp thế giới, và là một trong những bài hát được yêu thích nhất mọi thời đại. Bài hát này có nhan đề phổ biến là "Đêm thánh vô cùng" trong tiếng Việt với phần lời của nhạc sĩ Hùng Lân, ngoài ra còn có một lời Việt nữa của nhạc sĩ Nguyễn Văn Đông được giới thiệu trong băng nhạc Sơn Ca 3 (1972). Riêng linh mục Gioakim Lương Hoàng Kim đặt lời Việt với tựa là "Đêm huy hoàng" cũng trước 1975, ký tên "Hoàng Kim".
| “ | - Lời của Hùng Lân: "Đêm thánh vô cùng, giây phút tưng bừng. Đất với trời, xe chữ đồng..." - Lời của Nguyễn Văn Đông: "Đêm thánh vô cùng, đây phút tưng bừng. Khắp thế gian hát kinh mừng..." - Lời của Hoàng Kim: "Đêm thanh bình, đêm ơn lành. Trên Nước Trời, sao sáng ngời..." - Lời của Hội Thánh Tin lành Việt Nam: "Đêm yên lặng! Đêm thánh này! Vắng vẻ thay! Sáng láng thay!..." | ” |

Ca khúc này cũng từng được hát cùng một lúc bằng tiếng Pháp, tiếng Anh và tiếng Đức trong ngày hưu chiến đêm Giáng sinh  năm 1914 trong Chiến tranh thế giới thứ I, vì đây là một thánh ca mà các binh sĩ của cả hai bên của cuộc chiến đều biết.